# Ambovombe (Stadt)
Ambovombe oder auch Ambovombe-Androy (wo es große Gräben gibt) ist eine Gemeinde an der Küste im Süden Madagaskars. Der Ort ist der Sitz der Region Androy und des gleichnamigen Distrikts Ambovombe.

## Geografie und Bevölkerung
Der Ort befindet sich ca. 110 km westlich von Tolagnaro an der Nationalstraße 13 zwischen Ihosy und Tolagnaro. Der Name der Stadt leitet sich aus den zahlreichen traditionellen Brunnen ab, die sich im Stadtgebiet befinden, während die Umgebung sehr trocken ist und es auch keinen Wasserlauf gibt.
Das Gemeindegebiet umfasst 679 Quadratkilometer, auf dem für 2006 eine Bevölkerung von etwa 65.000 Menschen geschätzt wurde, die sich auf 58 Dörfer verteilt. Im städtischen Gebiet von Ambovombe wurden für 2004 nur 18.328 Einwohner geschätzt. Die Bevölkerung besteht größtenteils aus Tandroy, darüber hinaus siedeln auf dem Gebiet Ambovombes Betsileo und Tanosy.

## Geschichte
Um die Gründung Ambovombes rankt sich die mündlich übertragene Legende, dass ein gewisser Rangoike vom Clan der Ntesevohitse an diesem Ort Wasser gefunden und daraufhin ein Dorf namens Ambovontany gegründet haben soll. Im Jahre 1900 wurde in Ambovombe ein Militärposten der französischen Kolonialmacht eingerichtet, im Jahre 1917 kamen evangelische Missionare und begannen mit dem Bau einer Kirche, der 1928 vollendet wurde. Bereits im Jahre 1921 weihten die Lazaristen ihre Kirche ein.

## Wirtschaft
Auf dem Gebiet von Ambovombe werden vor allem Mais, Maniok und Süßkartoffeln angebaut, in kleinerem Umfang Erdnüsse und Augenbohnen.

## Bildung
Ambovombe verfügt über 44 Grundschulen und vier Mittelschulen, wovon eine als Lycée gilt. Im Jahre 2013 wurde der Grundstein für die weiterführende Bildungseinrichtung namens Centre Universitaire Régional d'Androy gelegt, die sich vier Kilometer außerhalb des Stadtgebietes in der Landgemeinde Ankilibevoa befindet. In der Stadt gibt es eine Schule der Alliance Française mit etwa 500 Mitgliedern, 50 aktiven Teilnehmern an Französischkursen und einer Bibliothek mit etwa 4500 Bänden.